# PEERLESS GERBERA
株式會社PEERLESS GERBERA（日語：株式会社ピアレスガーベラ）是日本一家位於東京都台東區的聲優經紀公司。2011年10月20日，由Mausu Promotion所屬經理槙潤代表成立。

## 所屬聲優

### 男性
- 石田彰
- 原良丞（日语：原良丞）
- 吉本元喜（日语：吉本元喜）

### 女性
- 小岩井小鳥
- 小牧未侑
- 竹內絢子
- 中川里江
- 福沙奈惠

## 過往所屬聲優
- 小野涼子（現所屬：POWER RISE（日语：パワー・ライズ））
- 星野早（日语：星野早）（引退）
- 庄司櫻（日语：庄司桜）（引退）

## 音響製作作品
- 地球隊長
- Soul Eater Not！
- 赤髮白雪姬
- 路人超能100

## 外部連結
- 株式會社PEERLESS GERBERA公式官網 （日語）